# Nikon Coolpix 3500
Le Nikon Coolpix 3500 est un appareil photographique numérique de type compact fabriqué par Nikon de la série Nikon Coolpix, commercialisé en novembre 2002 au prix public de 549 €.

## Description
Le 3500 est un appareil de dimensions réduites : 11,4 x 6 x 3,2 cm. Il ressemble beaucoup au Coolpix 2500 dont il s'inspire, mais avec un capteur de meilleure définition.
Son boîtier de forme ergonomique lui assure une bonne prise. Sa particularité est qu'une partie du boîtier (celui du côté de l'objectif) pivote et permet des prises de vue inédites. Il possède une définition de 3,2 mégapixels et est équipé d'un zoom optique de 3x.
Sa portée minimum de la mise au point est de 30 cm mais ramenée à 4 cm en mode macro.
Son automatisme gère 12 modes Scène pré-programmés afin de faciliter les prises de vues (coucher de soleil/clair de lune, paysage, portrait, plage/ski, nocturne, macro, musée, fête/intérieur, feu d'artifice, rétro-éclairage, portrait nuit, texte).
L’ajustement de l'exposition est automatique et permet également un mode manuel avec un ajustement dans une fourchette de ±2.0 par paliers de 0,33 EV.
La balance des blancs se fait de manière automatique, mais également semi-manuelle avec des options pré-réglées (ensoleillé, lumière incandescent, tubes fluorescents, nuageux, éclair).
La fonction « BSS » (Best Shot Selector) sélectionne, parmi une séquence de dix prises de vues successives, l'image la mieux exposée et l'enregistre automatiquement.
La fonction « Small Picture » crée une image de taille réduite afin de permettre son envoi par courriel.
La fonction « Réduction du bruit » s’active automatiquement lorsque la vitesse d’obturation est lente.
Son flash incorporé a une portée effective de 0,4 à 3 m et dispose de la fonction atténuation des yeux rouges.
Nikon a arrêté sa production en 2006.

## Caractéristiques
- Capteur CCD taille 1/2,7 pouce - définition : 3,34 millions de pixels, effective : 3,2 millions de pixels
- Zoom optique : 3x, numérique : 4x
  - Distance focale équivalence 35 mm : 37-111 mm
  - Ouverture maximale de l'objectif : F/2,7-F/4,5
- Vitesse d'obturation : 2 à 1/3000 seconde
- Sensibilité : ISO 100- 200 et 400
- Stockage : CompactFlash type I - pas de mémoire interne
- Définition image maxi : 2048x1536 au format JPEG (Exif 2.1)
- Autres définitions : 1600x1200, 1280x960, 1024x768 et 640x480
- Définitions vidéo : 320x240 à 15 images par seconde au format QuickTime par séquence de 35 secondes maximum
- Connectique : USB
- Écran LCD de 1,5 pouce - matrice active TFT de 110 000 pixels
- Batterie propriétaire rechargeable Lithium-ion type EN-EL2
- Poids : 175 g sans accessoires (batteries-mémoire externe) - 250 g avec batterie
- Finition : bicolore argent et gris métallisé.